# Bernhard Jaumann
Bernhard Jaumann (ur. 9 czerwca 1957 w Augsburgu) – niemiecki pisarz, autor powieści kryminalnych.
Ukończył studia na uniwersytecie w Monachium. Był nauczycielem historii oraz języków (niemieckiego oraz włoskiego) w gimnazjum. Poza ojczyzną mieszkał również we Włoszech, Australii, Meksyku i Namibii. Jako pisarz jest autorem powieści i opowiadań kryminalnych, w tym kilku cykli. Na język polski przetłumaczono książki składające się na trylogię o małej włoskiej wiosce Montesecco oraz z serii o namibijskiej, czarnoskórej policjantce Clemencii Garises, w której pisarz opisuje przemiany społeczne zachodzące w Namibii po uzyskaniu niepodległości.

## Twórczość
Trylogia toskańska
- Żmije z Montesecco (Die Vipern von Montesecco. Roman, 2007)
- Latawce nad Montesecco (Die Drachen von Montesecco. Kriminalroman, 2007)
- Oczy Meduzy (Die Augen der Medusa. Ein Montesecco Roman, 2008)

Cykl z „Clemencią Garises“
- Głos szakala (Die Stunde des Schakals. Roman, 2010)
- Kamienista ziemia (Steinland. Kriminalroman, 2012)
- Der lange Schatten. Kriminalroman (2015)